# Geranomyia grus
Geranomyia grus är en tvåvingeart som först beskrevs av Alexander 1933.  Geranomyia grus ingår i släktet Geranomyia och familjen småharkrankar. Inga underarter finns listade i Catalogue of Life.